# Pitkäkari (ö i Finland, Birkaland, Tammerfors, lat 61,61, long 24,73)
Pitkäkari är en halvö i Finland. Den ligger i sjön Löytäne och i kommunen Orivesi i den ekonomiska regionen Tammerfors och landskapet Birkaland, i den södra delen av landet, 160 km norr om huvudstaden Helsingfors.